# セントクレア郡 (イリノイ州)
セントクレア郡（英: St. Clair County）は、アメリカ合衆国イリノイ州の南西部に位置する郡である。人口は25万7400人（2020年）。郡庁所在地はベルビルであり、同郡で人口最大の都市である。
セントクレア郡はセントルイス都市圏のメトロ・イーストに位置する郡である。

## 歴史
セントクレア郡は今日のイリノイ州で最初に設立された郡だった。実際のところ、イリノイ州が存在する前に別の政体として存在していた。北西部領土の初代知事だったアーサー・セントクレアが1790年に宣言を発することで、郡が作られ、自分の名前をつけた。当初の領域はマッキノー川とオハイオ川の間の広大なものだった。1801年、ウィリアム・ハリソン知事がインディアナ準州の一部としてセントクレア郡を再設立した。北はスペリオル湖とルパート・ランドとの国境まで伸びていた。
イリノイ準州が創設された1809年、準州州務長官のナサニエル・ポープが準州知事を代行する形で、イリノイの最初の2郡として、セントクレア郡とランドルフ郡を設立する宣言を発した。

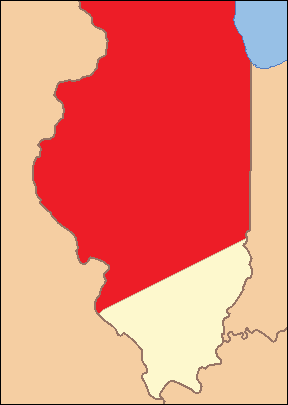
1809年に再設定された領域、南側の斜線は1803年にインディアナ準州政府によって引かれたもの
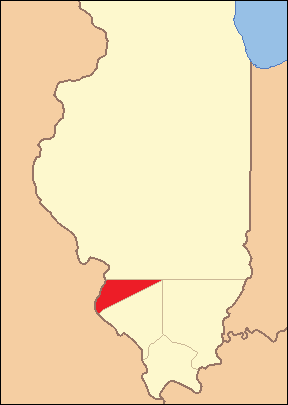
1812年から1813年まで
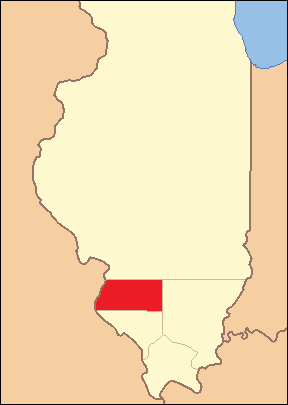
1813年から1816年まで
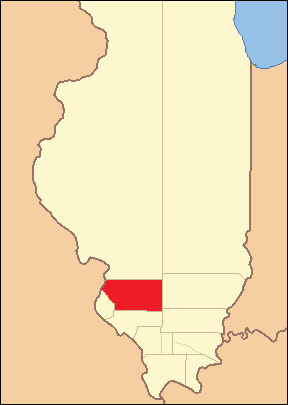
1816年から1818年まで
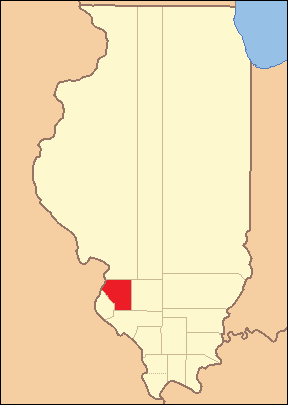
1818年から1825年まで
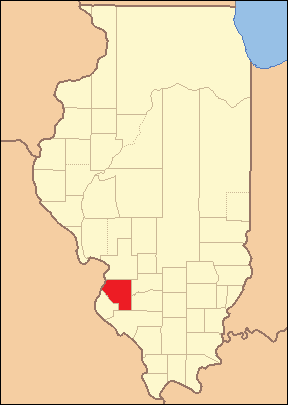
1825年から1827年まで
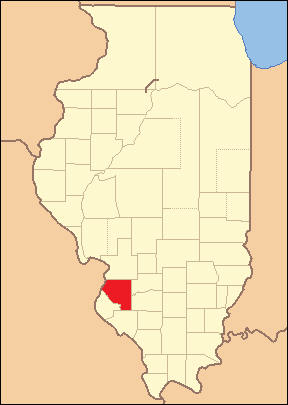
1827年に郡境が調整されてから現在までの領域

## 地理
アメリカ合衆国国勢調査局に拠れば、郡域全面積は674.03平方マイル (1,745.7 km2)であり、このうち陸地657.76平方マイル (1,703.6 km2)、水域は16.27平方マイル (42.1 km2)で水域率は2.41％である。
郡西部はアメリカン・ボトム（ミシシッピ川の氾濫原）に位置している。以前は工業化が進み、人口の多かったイーストセントルイスなど郡内の都市は、都心の荒廃と草原化が進み、農地や空き地と隣合わせになっていることが多い。セントルイス都市圏のミズーリ州側郊外部とは異なり、メトロ・イーストの地域は通常農地とは分離されるか、あるいは工業の衰退後に未開発で置かれている。ミシシッピ川断崖の上にあるセントクレア郡中央部は、特にベルビル市とその衛星都市で毎年新築住宅が建てられ、郊外化が進んでいる。郡の東部と南部は人口が少なく、古く小さな町が散在し、大きなトウモロコシや大豆の畑の間に新しい小型郊外型村落がある。

### 交通

#### 主要高規格道路
| - 州間高速道路55号線 - 州間高速道路64号線 - 州間高速道路70号線 - 州間高速道路255号線 - アメリカ国道40号線 - アメリカ国道50号線 | - イリノイ州道3号線 - イリノイ州道4号線 - イリノイ州道13号線 - イリノイ州道15号線 - イリノイ州道111号線 | - イリノイ州道156号線 - イリノイ州道157号線 - イリノイ州道158号線 - イリノイ州道159号線 | - イリノイ州道161号線 - イリノイ州道163号線 - イリノイ州道177号線 - イリノイ州道203号線 |

#### 公共輸送機関
郡内には、セントルイス・メトロリンクのレッド線とブルー線が通っており、下記11の駅がある。
- イーストリバーフロント
- フィフス・アンド・ミズーリ
- エマーソンパーク
- ジャッキージョイナー・カーシーセンター
- ワシントンパーク
- フェアビューハイツ
- メモリアルホスピタル
- スワンシー
- ベルビル
- カレッジ
- シャイロー・スコット

### 隣接する郡
- マディソン郡 - 北
- クリントン郡 - 北東
- ワシントン郡 - 東
- ランドルフ郡 - 南
- モンロー郡 - 南西
- セントルイス独立市 - 西
- セントルイス郡 (ミズーリ州) - 西

## 気候と気象
近年、郡庁所在地であるベルビル市の平均気温は1月の22°F (-6 ℃) から7月の90°F (32 ℃) まで変化している。過去最低気温は1977年1月に記録された-27°F (-33 ℃) であり、過去最高気温は1954年7月に記録された110°F (43 ℃) である。月間降水量は1月の2.02インチ (51 mm) から5月の4.18インチ (106 mm) まで変化している。

## 人口動態
以下は2000年国勢調査による人口統計データである。
| 基礎データ - 人口: 256,082人 - 世帯数: 96,810 世帯 - 家族数: 67,282 家族 - 人口密度: 149人/km2（386人/mi2） - 住居数: 104,446軒 - 住居密度: 61軒/km2（157軒/mi2） 人種別人口構成 - 白人: 67.94% - アフリカン・アメリカン: 28.77% - ネイティブ・アメリカン: 0.26% - アジア人: 0.91% - 太平洋諸島系: 0.05% - その他の人種: 0.80% - 混血: 1.29% - ヒスパニック・ラテン系: 2.19% 先祖による構成 - ドイツ系：26.9％ - アイルランド系：7.3％ - アメリカ人：7.0％ - イギリス系：6.1％ | 年齢別人口構成 - 18歳未満: 27.7% - 18-24歳: 8.9% - 25-44歳: 29.2% - 45-64歳: 21.1% - 65歳以上: 13.2% - 年齢の中央値: 35歳 - 性比（女性100人あたり男性の人口） - 総人口: 91.4 - 18歳以上: 87.2 世帯と家族（対世帯数） - 18歳未満の子供がいる: 34.5% - 結婚・同居している夫婦: 48.1% - 未婚・離婚・死別女性が世帯主: 17.1% - 非家族世帯: 30.5% - 単身世帯: 25.9% - 65歳以上の老人1人暮らし: 10.3% - 平均構成人数 - 世帯: 2.59人 - 家族: 3.13人 収入と家計 - 収入の中央値 - 世帯: 39,148米ドル - 家族: 47,409米ドル - 性別 - 男性: 36,569米ドル - 女性: 25,773米ドル - 人口1人あたり収入: 18,932米ドル - 貧困線以下 - 対人口: 14.5% - 対家族数: 11.8% - 18歳未満: 21.6% - 65歳以上: 9.8% |

## 郡区
セントクレア郡は下記21の郡区に分割されている。

| - ベルビル - キャンティーン - ケイシービル - センタービル - インジェルマン - ファイエットビル - フリーバーグ | - レバノン - レンズバーグ - マリッサ - マスクータ - ミルスタット - ニューアセンズ - オファロン | - プレーリードゥロング - セントクレア - シャイローバレー - スミストン - スタイツ - ストーキー - シュガーローフ |

## 都市と町

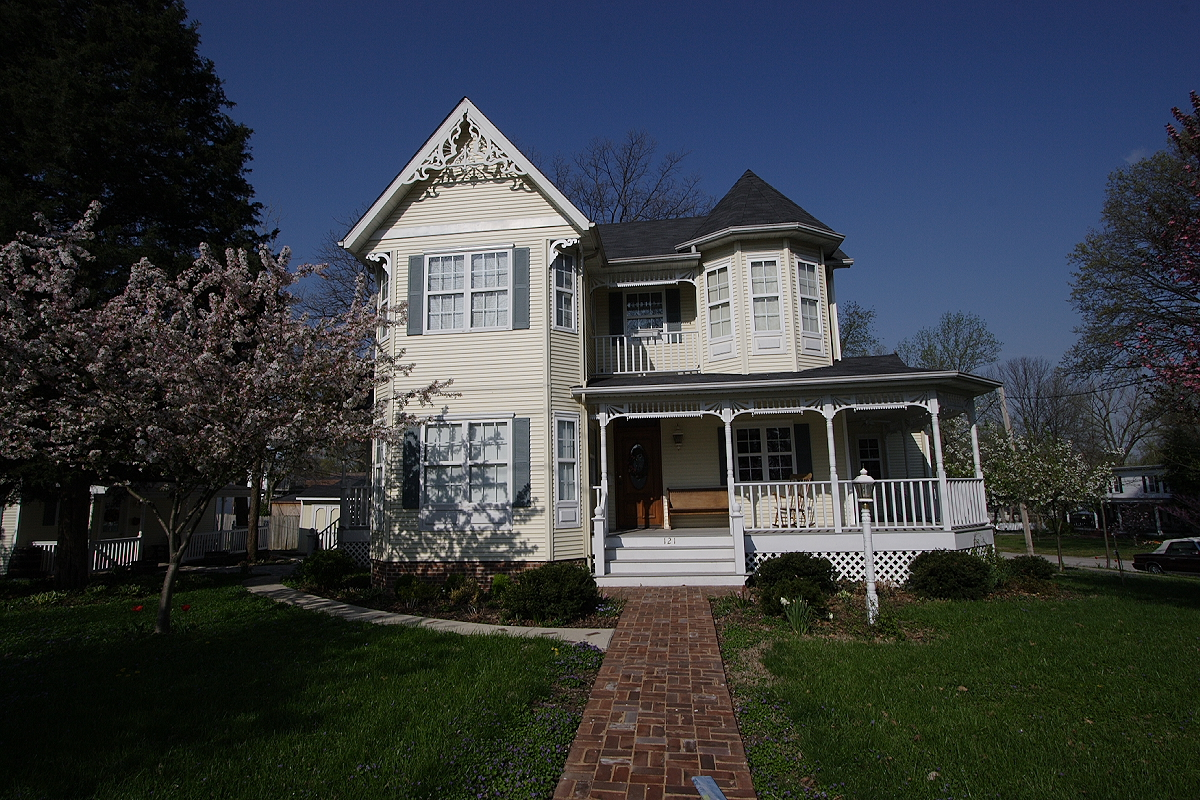
レバノンの歴史地区

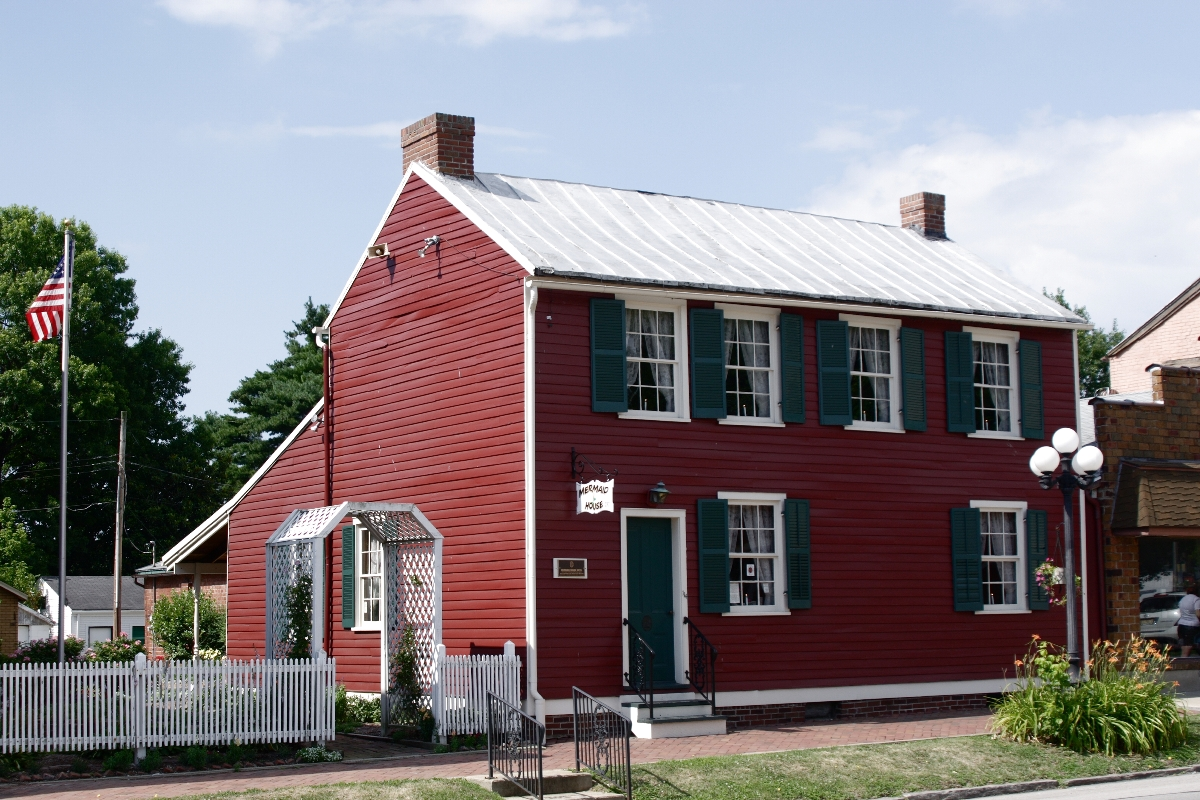
レバノンのマーメイドハウス・ホテル

| - ベルビル - 郡庁所在地 - アロートン - ブルックリン - カホキア - ケイシービル - センタービル - コリンズビル（南部） - デュポ - イーストカロンデレット - イーストセントルイス | - フェアモントシティ - フェアビューハイツ - ファイエットビル - フリーバーグ - レバノン - レンズバーグ - マリッサ - マスクータ - ミルスタット - ニューアセンズ | - オファロン - ソーゲット - スコット空軍基地 - シャイロー - スミストン - セントリボリ - サマーフィールド - スワンシー - ワシントンパーク |  |

## 州政府の機関
イリノイ州矯正省の運営する南西イリノイ矯正センターが、郡内イーストセントルイス近くにある。